# 哈佛数学150年
《哈佛数学150年》(英語：A History in Sum: 150 Years of Mathematics at Harvard, 全名《历史总结: 哈佛数学150年》)是丘成桐和史蒂夫·纳迪斯(Steve Nadis)合著的一部数学史著作，讲述了哈佛大学数学系150年(1825年-1975年)的发展历史以及它对美国数学发展的影响。

## 内容简介
在二十世纪，美国的数学家在先前一个被欧洲数学家统治的领域取得了重要的进展。哈佛大学的数学系是这一切发展的中心。《哈佛数学150年》是一部引人注目的著作，它记录了美国数学先驱在代数几何与拓扑、复分析、数论以及其他前沿数学领域的创造。它生动形象地描述了重要的数学概念以及对它们做出杰出贡献的数学家。
1825年，16岁的天才少年本杰明·皮尔斯(Benjamin Peirce)进入哈佛大学学习，而他将成为历史上第一个进行原创数学研究的美国人，但这种抱负被其他人所排斥，因为在那个时代，教授们主要致力于数学教学而非数学研究。在他之后，威廉·佛格·奥斯古德(William Fogg Osgood)和马克西姆·博谢(Maxime Boscher)接过了将哈佛数学系发展成为世界级研究中心的任务并吸引了像乔治·戴维·伯克霍夫(George David Birkhoff)一样的杰出人才。伯克霍夫做出了一系列的杰出工作，与此同时，他培养出了一代数学领军人物，其中包括马斯顿·莫尔斯(Marston Morse)和哈斯勒·惠特尼(Hassler Whitney)，它们在拓扑以及其他领域开拓了新道路。自此之后，全世界具有影响力的学者不断涌入哈佛大学。
《哈佛数学150年》阐述了这些天才大脑做出的贡献并说明了为什么哈佛数学系的历史是美国数学乃至于世界数学发展的重要组成成分。